# Croix de Saint Mauxe et Saint Vénéran
La croix de saint Mauxe et saint Vénérand est située sur la commune d’Acquigny dans le département de l'Eure en France.
Le site naturel afférent est dénommé Le clos Saint-Mauxe à Acquigny, classé en 1926.

## Description
La croix de saint Mauxe et saint Vénérand se présentait sous la forme d’une table en pierre fruste de calcaire sénonien mesurant 2,6 m de longueur sur 0,80 m de largeur. Elle reposait à 0,80 m du sol sur quatre piliers carrés. Une croix de pierre surmontée d’un chapiteau et d’une croix de fer se trouvait isolée en arrière de la table.

## Historique

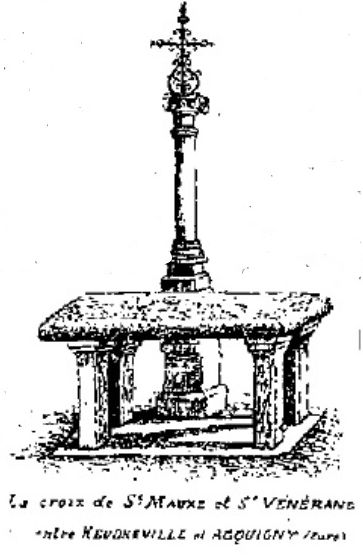
Autel dessiné par Léon Coutil et publié en 1918

Léon Coutil, alors président de la Société préhistorique française, voit dans cette table un monument chrétien qui aurait remplacé un dolmen pour mettre fin aux célébrations païennes. Il le rapproche d'autres monuments semblables dans les environs tels que le dolmen de La Croix Blanche à Surville, le dolmen d'Aubevoye ou la croix d'Ymare à Alizay. Le même auteur note que le style de la croix en fer présente en 1918 date de la fin du XVIe siècle.

Léon de Vesly, dans son recueil de Légendes, superstitions et vieilles coutumes paru en 1898, condamne les pratiques superstitieuses qui ont toujours cours en cet endroit en rappelant qu’« il existait dans la prairie d'Acquigny un dolmen où le paganisme entretenait ses plus anciennes pratiques ». Cela ne l'empêche pas d'être émerveillé par la procession religieuse qui s’y tient chaque année en l’honneur de saint Mauxe et saint Vénérand : 
« Chaque année, le lundi de la Trinité, s’y fait un des plus curieux pèlerinages de la contrée. Rien de plus pittoresque que la longue procession qui se déroule lentement sur la grande route entre la claire rivière et le coteau de Cambremont. Les ors des chasubles reluisent au soleil ; sous ses chauds rayons le rouge des soutanes des petits clercs, l'écarlate des chaperons des frères de charité s’avivent et s'exaltent […] et, dominant ce poudroiement de couleurs, les châsses de saint Mauxe et saint Vénérand. […]

Au chant rythmé des litanies, la procession a parcouru les deux kilomètres séparant l’église d’Acquigny de l’enclos vénéré. Les porteurs de châsse s’arrêtent au carrefour d’un petit chemin d’accès et se placent vis-à-vis l’un de l’autre ; ils élèvent alors les saintes reliques à la hauteur des épaules. Sous l’arcade formée par leurs bras et les châsses, passe, courbant la tête comme sous le joug, une foule silencieuse et recueillie. […]

Dès que le défilé des fidèles est terminé, les châsses sont déposées sur un autel formé de trois pierres, trilithe chrétien qu’ombrage une belle croix dans le style de la Renaissance. Quelques psaumes sont encore chantés et les prêtres se retirent sous les grands marronniers qui entourent le champ vénéré pour réciter des évangiles : il se forme là des groupes charmants pour l’artiste et l’observateur. Cependant, la curiosité de ce dernier ne tarde pas à être éveillée de nouveau par le spectacle qui s’offre alors à ses yeux. Les enfants prêts à quitter les lisières sont amenés d’un côté de l’autel et incités par leur mère ou leur nourrice, ils passent seuls dessous. Désormais, ils marcheront sans être tenus. Des adultes, des vieillards passent également sous l’autel pour guérir leurs douleurs et leurs rhumatismes. Les jeunes fiancés s’engagent aussi dans l’ouverture sacrée et tous y ramassent des petits cailloux qui sont des talismans précieux. Ils en prennent sept, et ceux choisis doivent adhérer au front par la seule pression du doigt. Beaucoup de pèlerins reviennent en procession et regagnent leur logis avec un caillou placé au milieu du front »
Le monument est souvent victime de vandalisme. Dès 1898, Léon de Vesly note que « cette croix, détruite par des sectaires, est aujourd'hui réédifiée ». Elle est référencée en 1969 au titre de l'inventaire général du patrimoine culturel. L'historique précise : « important pèlerinage depuis le XIIe siècle, table d'autel de pierre depuis le XVIIe siècle au moins ; édicule actuel remonté dans la 2e moitié du XIXe siècle ». Cela n'empêche pas le monument de disparaître vers la fin du XXe siècle.
Au début du XXIe siècle, le clos Saint-Mauxe est remis dans son état d'origine.

## Légendes

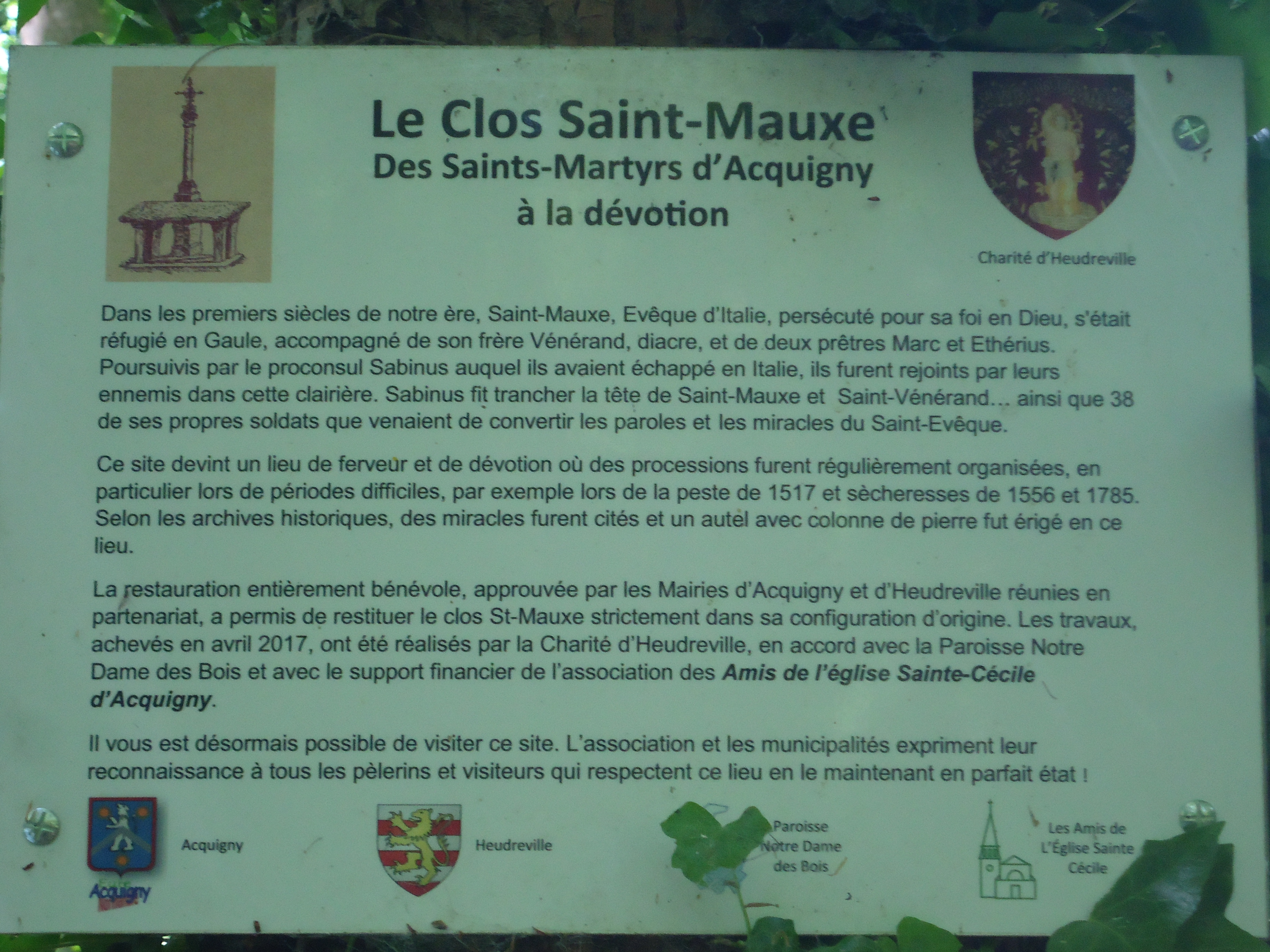
Plaque commémorant la restauration de l'autel en 2017

D'après la légende, le monument commémore le martyre de saint Mauxe et saint Vénérand qui aurait eu lieu non loin de là dans un endroit appelé le Champ des quarante martyrs, comme le raconte Léon Coutil : « Sabinus rejoignit les confesseurs sur les bords de l'Eure, à environ mille pas d’Acquigny, dans une île de la rivière d'Eure. Un nouveau miracle amena la conversion de trente-huit des hommes de l'escorte de Sabinus et, pendant qu'ils recevaient le baptême, il les fit massacrer ainsi que Mauxe et Vénérand par les soixante-deux compagnons qui lui étaient restés fidèles (le 25 mai 639 ?). Les deux prêtres, Etherius (Eterne) et Marcus (Marc), compagnons de Mauxe et Vénérand, furent conduits à Évreux ; en route, ils purent se sauver et revinrent pour inhumer les martyrs ; mais ceux-ci emportant leur tête étaient partis sous la conduite d'un ange et étaient venus dans une chapelle ruinée et déserte. Là, Etherius et Marcus entendirent une voix divine qui leur permit de retrouver les corps de leurs compagnons ; ils rendirent les honneurs de la sépulture à leurs restes très saints dans l'ancienne chapelle d'Acquigny (située dans le cimetière). »
D'autres légendes s'attachent à ce lieu en rapport avec le martyre des deux saints. Léon de Vesly précise en 1898 : « on y montrait encore, il y a quelques années, le chemin suivi par saint Mauxe et saint Vénérand pour échapper à leurs bourreaux : l'herbe, disait-on, n'y avait jamais poussé depuis ». On racontait également que « saint Mauxe n'avait jamais été mouillé » en rapport avec l'absence de pluie le jour de la procession ce qui n'empêchait pas d'invoquer le saint les années de grande sécheresse